# میرزا وحید
میرزا وحید (انگلیسی: Mirza Waheed یک رمان‌نویس است که در سرینگر به دنیا آمد و بزرگ شد ولی اکنون در لندن زندگی می‌کند.

## دوره حرفه ای
میرزا در بی‌بی‌سی، گاردین، گرانتا، مجله گرنیکا، الجزیره انگلیسی و نیویورک تایمز به نویسندگی مشغول بوده‌است. اولین رمان او با نام همدست (The Collaborator) که در سال ۲۰۱۱ منشتر شد در بخش نهایی جایزه کتاب اول گاردین جزو نامزدهای دریافت این جایزه بود. دومین رمان وحید با نام کتاب برگهای طلا (The Book of Gold Leaves) در سال ۲۰۱۴ به چاپ رسید. سومین کتاب او با نام همه چیز را به او بگو (Tell Her Everything) در ماه ژانویه ۲۰۱۹ منتشر شد.